# ギアリング (駆逐艦)
|          |                                                                                         |
| 艦歴     |                                                                                         |
| 発注     |                                                                                         |
| 起工     | 1944年8月10日                                                                           |
| 進水     | 1945年2月18日                                                                           |
| 就役     | 1945年5月3日                                                                            |
| 退役     | 1973年                                                                                  |
| その後   | 1974年11月6日にスクラップとして売却                                                     |
| 除籍     | 1973年7月1日                                                                            |
| 性能諸元 |                                                                                         |
| 排水量   | 基準：2,616トン、満載：3,460トン                                                        |
| 全長     | 390.6 ft (119.1 m)                                                                      |
| 全幅     | 40.10 ft (12.22 m)                                                                      |
| 吃水     | 14.4 ft (4.4 m)                                                                         |
| 機関     | ギアード・タービン、2軸推進、60,000 shp (45 MW)                                         |
| 最大速   | 36.8ノット (68.2 km/h)                                                                  |
| 航続距離 | 20ノットで4,500カイリ （37km/hで8,330km）                                               |
| 乗員     | 士官、兵員336名                                                                         |
| 兵装     | 5インチ砲6門 40mmボフォース対空機銃12門 20mmエリコン対空機銃11門 21インチ魚雷発射管10門 |

ギアリング (USS Gearing, DD-710) は、アメリカ海軍の駆逐艦。ギアリング級駆逐艦のネームシップ。艦名はギアリング家に因む。

## 艦歴
ギアリングは1944年8月10日にニュージャージー州カーニーのフェデラル・シップビルディング・アンド・ドライドック社で起工する。1945年2月18日にトーマス・M・フォーリー夫人（ギアリング中佐の娘）によって進水し、1945年5月3日に艦長T・H・コープマン中佐の指揮下就役する。
キューバ沖での整調後、ギアリングは1945年7月22日にノーフォークに到着、他の駆逐艦に乗艦予定の乗員の訓練を行い、10月5日にメイン州カスコ湾に入港した。10月26日から19日までコネチカット州ニューロンドンで海軍記念日を祝う催しが開かれ、総計5,000名の市民がギアリングに乗艦した。その後11月4日にフロリダ州ペンサコラに入港、空母レンジャー (USS Ranger, CV-4) の護衛に従事した。
1946年3月21日にノーフォークに帰還し、ギアリングは平時の作戦活動を北米および南米の大西洋岸、カリブ海で行い、モンテビデオ、ウルグアイ、ブラジルのリオデジャネイロを訪問した。1947年11月10日に最初の地中海巡航に出航し、アルジェリア、マルタ、イタリア、フランスを訪問し、1948年3月11日にノーフォークに帰還した。その後1949年1月4日から5月23日まで再びヨーロッパ海域に展開した。
1949年の秋、ギアリングはフロストバイト作戦、北極圏への巡航および寒冷地での技術および装備開発に参加した。その後も東海岸沖およびカリブ海で1950年末まで作戦活動を続ける。1951年1月10日から5月17日まで地中海配備に就き、その年の残りは北はハリファックスから南はキューバまでの海域で訓練巡航を行った。
1960年代まで続く平時活動のパターンが確立され、年に一度の地中海巡航、大西洋およびカリブ海での演習が繰り返された。活動の継続で有事即応性が保たれることとなった。1961年後半から62年始めまでボストンで近代化およびオーバーホールが行われた。
1962年10月のキューバ危機に際し、ギアリングはキューバの封鎖に参加した。11月1日にノーフォークに帰還、その年の残りは大西洋での作戦活動に費やされた。
1963年初めにスプリングボード-63作戦に参加し、3月に地中海に展開、夏を第6艦隊との任務で過ごす。9月にニューポートに帰還すると、「FRAM I」オーバーホールが行われた。1964年の春から夏にかけてカリブ海および北大西洋で活動した後、10月4日に地中海入りし、再び第6艦隊に加わる。1965年始めに母港に帰還し、1967年まで大西洋艦隊との作戦活動に従事した。
ギアリングは1973年に退役し、1973年7月1日に除籍、1974年11月6日にスクラップとして売却された。